# Саравакський нафтогазоносний басейн
Сарава́кський нафтогазоно́сний басе́йн — розташований на території Малайзії, Брунею, Індонезії, В'єтнаму.

## Історія
Розробляється з середини 1960-х років.

## Характеристика
Площа 615 тис. км² (400 тис. км² — шельф, 115 тис. км² — глибоководна частина Південно-Китайського моря). Запаси нафти 0,7 млрд т, газу — 0,7 трлн м³. 79 родовищ (30 нафтових, 16 нафтогазоносних, 33 газових), з них 5 на суші та 74 в акваторії. Глибина залягання продуктивних горизонтів 0,09…3,7 км.

## Технологія розробки
Розробляються 24 родовища. За час експлуатації видобуто 0,4 млрд т нафти і 0,2 трлн м³ газу.